# ایستگاه اوکاچیماچی
ایستگاه اوکاچیماچی (انگلیسی: Okachimachi Station) یک ایستگاه قطار است که در تایتو-کو، توکیو در ژاپن واقع شده‌است.